# Destiny Udogie
Destiny Udogie (28. listopad 2002 Verona, Itálie) je italský fotbalový obránce, který hraje od roku 2023 za anglický Tottenham a za italskou reprezentaci.

## Přestupy
- z Verona do Udinese za 5 200 000 Euro
- z Udinese do Tottenham za 18 000 000 Euro

## Klubová kariéra
Udogie prošel mládežnickým systémem Hellasu Verona a v Serii A debutoval 8. listopadu 2020 při remíze 2:2 na hřišti AC Milán. V dresu Hellasu odehrál dohromady 7 soutěžních utkání, načež klub v létě 2021 opustil.
Dne 15. července 2021 odešel Udogie na roční hostování s povinnou opcí do Udinese. Během své první sezony nastoupil v dresu Udinese do 37 zápasů, především na pozici levého obránce, a vstřelil pět gólů. V červnu 2021 přestoupil Udogie do Udinese natrvalo.
Dne 16. srpna 2022 přestoupil Udogie do anglického Tottenhamu Hotspur a podepsal smlouvu do roku 2027, přičemž odešel na ročné hostování zpátky do Udinese. Tottenham měl za přestup zaplatit 18 milionů eur.
V sezóně 2022/23 odehrál v dresu Udinese 34 utkání, ve kterých vstřelil 3 branky a přidal i 4 asistence. V létě 2023 zahájil přípravu s Tottenhamem.

## Reprezentační kariéra
Udogie byl v červnu 2023 nominován na závěrečný turnaj Mistrovství Evropy do 21 let. Na turnaji odehrál jedno utkání, a to zápas prvního kola proti Francii. Itálie po jedné výhře a dvou prohrách překvapivě nepostoupila ze skupiny.

## Statistika

### Klubová
| Sezóna              | Klub                | Liga                | Liga   | Liga | Ligové poháry | Ligové poháry | Ligové poháry | Kontinentální poháry | Kontinentální poháry | Kontinentální poháry | Celkem | Celkem |
| Sezóna              | Klub                | Soutěž              | Zápasy | Góly | Soutěž        | Zápasy        | Góly          | Soutěž               | Zápasy               | Góly                 | Zápasy | Góly   |
| ------------------- | ------------------- | ------------------- | ------ | ---- | ------------- | ------------- | ------------- | -------------------- | -------------------- | -------------------- | ------ | ------ |
| 2020/21             | Verona              | Serie A             | 6      | 0    | IP            | 1             | 0             | -                    | 0                    | 0                    | 7      | 0      |
| 2021/22             | Udinese             | Serie A             | 35     | 5    | IP            | 2             | 0             | -                    | 0                    | 0                    | 37     | 5      |
| 2022/23             | Udinese             | Serie A             | 33     | 3    | IP            | 1             | 0             | -                    | 0                    | 0                    | 34     | 3      |
| Celkem za Verona    | Celkem za Verona    | Celkem za Verona    | 68     | 8    | -             | 3             | 0             | -                    | 0                    | 0                    | 71     | 8      |
| 2023/24             | Tottenham           | Premier League      | 28     | 2    | AP+ALP        | 2+0           | 0             | -                    | 0                    | 0                    | 30     | 2      |
| 2024/25             | Tottenham           | Premier League      | 24     | 0    | AP+ALP        | 0+2           | 0             | EL                   | 9                    | 0                    | 35     | 0      |
| Celkem za Tottenham | Celkem za Tottenham | Celkem za Tottenham | 52     | 2    | -             | 4             | 0             | -                    | 9                    | 0                    | 65     | 2      |
| Celkově             | Celkově             | Celkově             | 126    | 10   | -             | 8             | 0             | -                    | 9                    | 0                    | 143    | 10     |

## Úspěchy

### Klubové
- vítěz Evropské ligy UEFA (1x)

Tottenham: 2024/25

### Reprezentační
- 1× na ME U21 (2023)